# Live at Shea Stadium
Live at Shea Stadium es un álbum en vivo de la banda de punk rock The Clash. El álbum contiene las grabaciones de la banda en la apertura en la segunda noche del concierto de The Who en el Shea Stadium de Nueva York en 1982, en un concierto producido por Kosmo Vinyl. Las grabaciones originales fueron descubiertas por el líder de The Clash Joe Strummer, mientras empacaba para mudarse. El álbum fue lanzado en el Reino Unido el 6 de octubre de 2008 y en los Estados Unidos al día siguiente.

## Lista de canciones

### Lado uno
1. "Kosmo Vinyl Introduction" - 1:10
2. "London Calling" (Strummer/Jones) - 3:29
3. "Police On My Back" (E Grant) - 3:28
4. "The Guns of Brixton" (P Simonon) - 4:07
5. "Tommy Gun" (Strummer/Jones) - 3:19
6. "The Magnificent Seven" (The Clash) - 2:33
7. "Armagideon Time" (Willi Williams/J Mittoo) - 2:55
8. "The Magnificent Seven (Return)" (The Clash) - 2:23

### Lado dos
1. "Rock the Casbah"(The Clash) - 3:21
2. "Train in Vain" (Strummer/Jones) - 3:45
3. "Career Opportunities" (Strummer/Jones) - 2:05
4. "Spanish Bombs" (Strummer/Jones) - 3:18
5. "Clampdown" (Strummer/Jones) - 4:26
6. "English Civil War" (Strummer/Jones) - 2:39
7. "Should I Stay Or Should I Go" (The Clash) - 2:44
8. "I Fought the Law" (Sonny Curtis) - 3:22

## Personal
- Mick Jones - guitarra, Voz
- Paul Simonon - Bajo, voz, guitarra rítmica en "Guns Of Brixton",
- Joe Strummer - Guitarra rítmica, voz, bajo en "Guns Of Brixton"
- Terry Chimes - batería